# Ogród pływający
Ogród pływający – sztuczna konstrukcja niewielkiej wyspy pełniąca funkcje filtrujące i pobytowe (przede wszystkim dla ptactwa wodnego).
Najważniejszym celem umieszczania wysp pływających na rzekach, stawach lub jeziorach jest wprowadzenie większej ilości zieleni do miast, a zwłaszcza ich centrów, wzmocnienie bioróżnorodności akwenów (lub tworzenie akwenów unikalnych), wzmocnienie lokalnych populacji, tworzenie nisz ekologicznych, jak również poprawa jakości wód i powietrza w drodze ich oczyszczania (filtracji). Ogrody nasadzane są początkowo roślinami lokalnymi, a następnie same się rozwijają, ponieważ wiatry i ptactwo nanosi na nie różnorodne nasiona. Powierzchnia ogrodów staje się wówczas bujniejsza i bogatsza gatunkowo. Ogrody spełniają też funkcję lęgową - stanowią środowisko dla kaczek, łabędzi i innego ptactwa wodnego, jak również dla płazów i owadów, a pod powierzchnią wody dla innych organizmów.
Pierwsze pływające ogrody w Polsce powstały jesienią 2016 w okolicach mostu Grunwaldzkiego we Wrocławiu, a następnie na Cybinie w Poznaniu.